# Séisme de 2018 en Papouasie-Nouvelle-Guinée
Le séisme de 2018 à Papouasie-Nouvelle-Guinée est un tremblement de terre qui s'est produit en Papouasie-Nouvelle-Guinée le 26 février 2018. La magnitude était de 7,5. Le séisme a tué environ 160 personnes.
Il s'est produit dans la province d'Enga dans les Hautes-Terres. Au cours des jours qui suivent, des dizaines de milliers de personnes viennent à manquer de nourriture et d'eau, dans des villes et des villages isolés, le séisme ayant détruit les routes qui y mènent. 35 000 personnes sont contraintes de quitter leur foyer,,.